# Sam Huntington
Samuel Huntington (Peterborough, Nuevo Hampshire; 1 de abril de 1982), conocido como Sam Huntingon, es un actor estadounidense, conocido por protagonizar la película Detroit Rock City (Cero en conducta, en España) y por su papel en Being Human.

## Vida personal
Huntington nació en Peterborough. Su madre, Christine Stabile, trabajaba en el Black Box Theatre, del que era además propietaria y donde Huntington comenzó en el mundo de la interpretación. El tío abuelo de Huntington era el gran actor Ralph Bellamy. Al morir Bellamy, recibió un Premio Óscar.
Tras cinco años de noviazgo con Rachel Klein, se casaron en su ciudad natal el 12 de agosto de 2006. Pasaron la luna de miel en el Turtle Island Resort de Fiyi. Tienen un hijo llamado Charlie.

## Carrera en el cine
Su primera interpretación fue en 1996 en la película para televisión Harvest of Fire, protagonizada por Lolita Davidovich. Después participó en la película de Disney dirigida por Tim Allen Jungle 2 Jungle (De jungla a jungla en España) en 1997. Obtuvo papeles en películas como Detroit Rock City, No es otra estúpida película americana, Rolling Kansas, Freshman Orientation, In Enemy Hands y River's End . También ha colaborado en las series CSI: Miami, CSI: NY, Law & Order y Veronica Mars. Asimismo ha aparecido en un documental del canal History Channel llamado The States.
En 2006, Huntington protagonizó, como Jimmy Olsen, Superman Returns. Su película más reciente ha sido la comedia Fanboys.
También interpretó a Josh, un hombre lobo, en la serie americana de ciencia ficción Being Human.

## Filmografía
| Año  | Película                   | Título en español                      | Personaje       |
| ---- | -------------------------- | -------------------------------------- | --------------- |
| 1997 | Jungle 2 Jungle            | De jungla a jungla                     | Mimi-Siku       |
| 1999 | Detroit Rock City          | Cero en conducta                       | Jam             |
| 2001 | Not Another Teen Movie     | No es otra estúpida película americana | Ox              |
| 2003 | Rolling Kansas             |                                        | Dinkadoo Murphy |
| 2004 | Freshman Orientation       |                                        | Clay            |
| 2004 | In Enemy Hands             |                                        | Virgil Wright   |
| 2004 | Raising Genius             |                                        | Bic             |
| 2004 | Sleepover                  |                                        | Ren             |
| 2005 | River's End                |                                        | Clay Watkins    |
| 2006 | Superman Returns           |                                        | Jimmy Olsen     |
| 2008 | Looking Up Dresses         |                                        | Jade Williams   |
| 2009 | Fanboys                    |                                        | Eric            |
| 2010 | Tug                        |                                        | Marcus          |
| 2011 | Dylan Dog: Dead of Night   |                                        | Clay            |
| 2013 | Three Night Stand          |                                        |                 |
| 2014 | Veronica Mars, La Película |                                        |                 |
| 2017 | "Psych, La pelicula"       |                                        | Sam Sloan       |

## Televisión
- Harvest of Fire (1996) (TV) ... Nathan Hostetler
- Law & Order. Episodio "Burned" (1997) ... Terry
- CSI: Miami. Episodio "Murder in a Flash" (2004) ... Justin Gillespie
- Veronica Mars. Episodios "You Think You Know Somebody" (2004)  y "A Trip to the Dentist" (2005) ... Luke
- CSI: NY. Episodio "Til Death Do We Part" (2005) ... Connor Mulcahy
- It's a Mall World (2007)
- Cavemen ... Andy
- Human Target. Episodio "Sanctuary" (2010) ... John Gray
- Being Human (2011) ... Josh Radcliff
- 90210 serie de CWTV (2011) ... Donnie Johnson (papel recurrente)
- Rosewood (2016) ... Michael Brickman
- Good Girls (serie de televisión) (2019) T2 ... Noah
- Izombie (serie de televisión) (2018) T4 E3 ... Adam Fox